# Waldnaturschutzgebiet Knechtsteden
Koordinaten: 51° 4′ 54″ N, 6° 44′ 44″ O

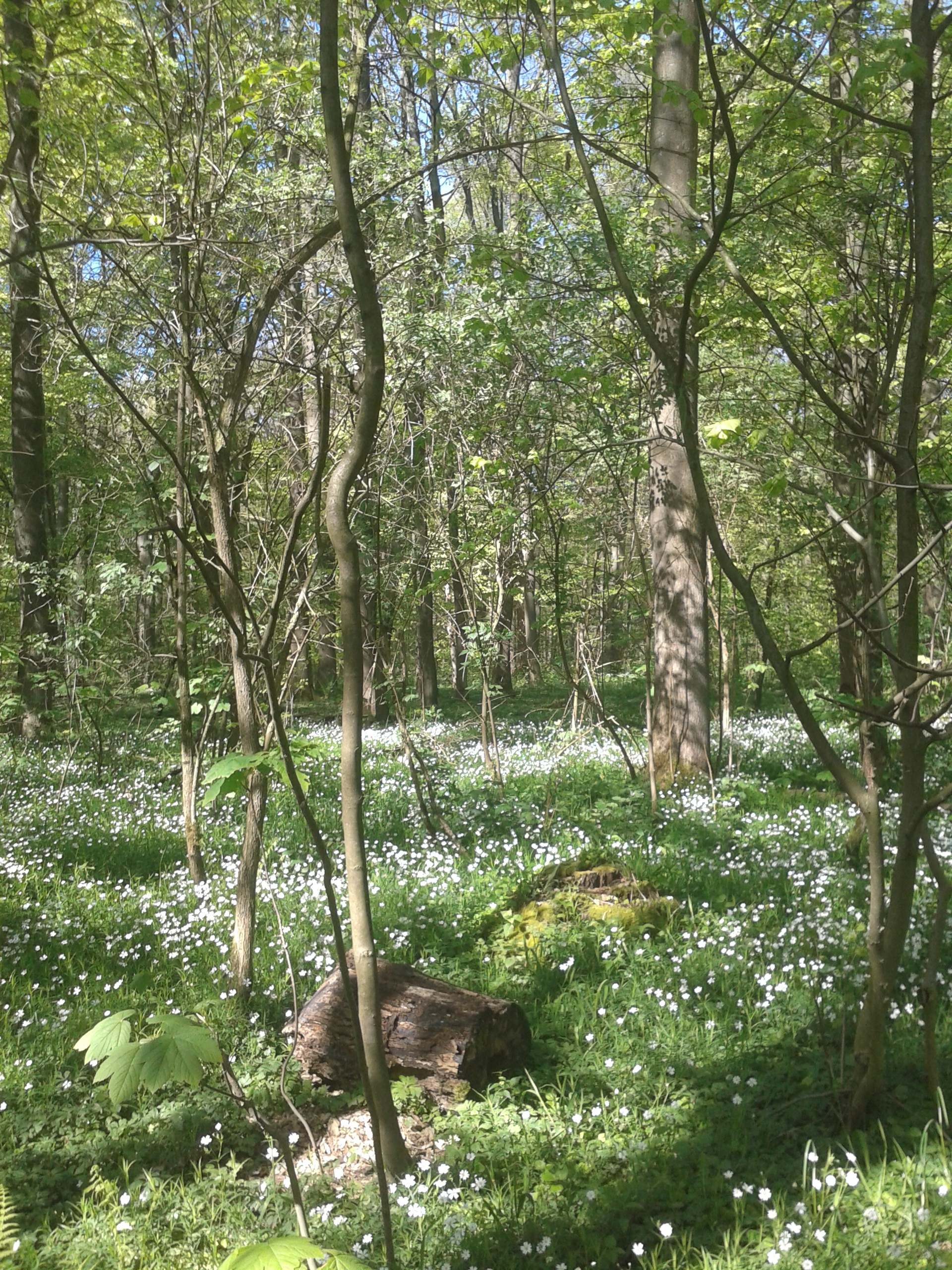
Waldnaturschutzgebiet Knechtsteden (April 2014)

Das Waldnaturschutzgebiet Knechtsteden liegt auf dem Gebiet der Städte Dormagen und Neuss im Rhein-Kreis Neuss in Nordrhein-Westfalen. Das Naturschutzgebiet erstreckt sich westlich der Kernstadt Dormagen und südöstlich der Kernstadt Neuss. Westlich des Gebietes verläuft die B 477 und östlich die A 57.

## Bedeutung
Das etwa 746,4 ha Gebiet wurde im Jahr 1998 unter der Schlüsselnummer NE-014 unter Naturschutz gestellt. Schutzziele sind der Erhalt und die Entwicklung eines großflächigen Waldgebietes mit repräsentativen Stieleichen-Hainbuchen- und Perlgras-/Waldmeisterbuchenwäldern in einer von Ortschaften und landwirtschaftlichen Nutzflächen geprägten Landschaft, insbesondere als Lebensraum für zahlreiche Pflanzen und gefährdete Tierarten.